# Az ezredes
Az ezredes is een Hongaarse dramafilm uit 1917 onder regie van Michael Curtiz. De film is wellicht zoekgeraakt.

## Verhaal
Een inbreker wordt verrast door een van zijn slachtoffers. Hij wordt gedwongen om een aanzienlijke som geld te stelen voor de man die hij eigenlijk wilde beroven. Bovendien wordt hij intussen verliefd op zijn dochter.

## Rolverdeling
| Acteur           | Personage |
| ---------------- | --------- |
| Sándor Góth      |           |
| László Z. Molnár |           |
| Károly Huszár    |           |
| Béla Lugosi      |           |
| Géza Boross      |           |
| Árpád Latabár    |           |
| Cläre Lotto      |           |
| Zoltán Szerémy   |           |
| Gerő Mály        |           |
| Janka Csatai     |           |